# 花青歌
《花青歌》是一部中華人民共和國的古装悬疑爱情剧，由优酷等多家公司联合出品。该剧由沈金飞执导，宋伊人、孙祖君、丁泽仁、朱容君、张悦楠、林鹿等人主演。該劇讲述的是女作家花青歌（宋伊人饰）进入自己小说世界後遇到的一系列故事。該劇於2024年1月12日在优酷首播。

## 演员阵容
- 宋伊人
- 孙祖君
- 丁泽仁
- 朱容君
- 张悦楠
- 林鹿

## 外部連結
- 《花青歌》官微的新浪微博
- 豆瓣电影上《花青歌》的資料 （简体中文）